# Energy Catalyzer
Energy Catalyzer ("energikatalysator", E-Cat) är en konstruktion som har tagits fram av italienaren Andrea Rossi. Rossi hävdar att hans maskin kan alstra energi genom en ”högeffektiv exoterm reaktion” alternativt en ”lågenergikärnreaktion” (det vill säga kall fusion) av väte och nickel till koppar, under tillsättning av hemliga katalysatorer och trycksättning med vätgas. Maskinen har fått särskild uppmärksamhet i svensk fackpress, därför att oberoende svenska forskare har gjort mätningar under demonstrationer av maskinen vid olika tillfällen mellan mars 2011 och oktober 2014, med medfinansiering av det svenska forskningsföretaget Elforsk. Dessa har intygat att experimenten har gett upphov till avsevärt mer energi än vad som är möjligt med kemiska reaktioner.
Trots att radioaktiv strålning kan förväntas uppstå kring reaktorn och restprodukterna (askan) om en fusionsreaktion äger rum, har varken neutroner, laddade partiklar eller gammastrålning kunnat detekteras. Isotopförändring i bränslet kan förväntas efter termonukleär fusion. Tidigare undersökningar har inte visat annat än att askans kopparinnehåll har naturlig isotopsammansättning, men en svenskfinaniserad ej granskad mätrapport från oktober 2014 visar en betydande ökning av isotopen nickel-62. Teoretisk förklaringsmodell saknas till mätresultaten.
Ett patent godkändes i april 2011 av det italienska patentverket, men har inte fått internationellt godkännande, och detaljer om metoden har inte avslöjats. Rossi tillåter inte en närmare undersökning av maskinen. I olika artiklar har diskuterats möjligheten att experimentet är ny fysik som inte är kall fusion, alternativt bluff och bedrägeri, och svenska forskares, finansiärers och vetenskapsjournalisters okritiska rapportering har ifrågasatts.

## Bakgrund
Kall fusion är ett forskningsområde som ofta har visat sig attrahera oseriösa forskare. Under många år accepterades därför inte publikationer inom området på etablerade vetenskapliga konferenser. Bland flertalet forskare betraktas kall fusion än idag med skepsis och som en hypotetisk och osannolik teknik, eftersom den annars borde vara känd i naturen. Ingen känd metod finns idag att tunnla genom den så kallade coloumbbarriären, det vill säga att sammanföra en positivt laddad proton med en positivt laddad atomkärna, utan tillförsel av mycket stora mängder energi. Det finns dock forskare som hävdar att fusion är en möjlig förklaring till sonoluminiscens.
Rossi har under utvecklingsarbetet haft stöd av sin vetenskapliga rådgivare, fysikern och professor emeritus Sergio Focardi, som beskrev ett liknande system år 1998, vilket emellertid uppgavs alstra avsevärt mindre energi. Delaktig i Focardis resultat var även den ursprunglige idégivaren till den italienska satsningen på LENR (Low Energy Nuclear Reaction) mellan nickel och väte, professor Francesco Piantelli.

## Funktionsdemonstrationer 2011

### Bologna, januari
Den 14 januari 2011 visade Rossi maskinen för första gången för ett femtiotal inbjudna gäster i en industrihangar utanför Bologna.

### Bologna, mars
Här deltog bland annat de svenska forskarna Sven Kullander och Hanno Essén, som, utgående från vad de fick se, övertygades om att konstruktionen genererade mer energi än vad som är möjligt med enbart kemiska reaktioner, och antog att maskinen måste producera energi baserad på en kärnfysikalisk process. Emellertid fick inte observatörerna se själva reaktorn, eftersom patentet ännu inte var godkänt, och de rapporterade inga försök att kontrollera befintlig mätapparaturs funktion. De fick ett prov av det nickelpulver som enligt Rossi använts som bränsle, samt av restprodukter som Rossi säger har producerats under 2,5 månaders drift. De fick dock inte ta del av de hemliga katalysatorer som sägs användas. Analys vid två laboratorier i Uppsala visade att det outnyttjade pulvret var rent nickel, medan det pulver som använts innehöll fler ämnen, främst 10 procent koppar och 11 procent järn. Järnproduktion nämns inte i patentet.

### Bologna, september/oktober
Den 7 september bevittnade Mats Lewan från Ny Teknik ytterligare en demonstration av en energikatalysator i större storlek än tidigare version avsedd att användas i den planerade 1 MW anläggningen. Denna kördes först under 90 minuter med uppgiven ineffekt cirka 2,6 kW, varefter den drevs  i  35 minuter med 25W in. Det totala energiutbytet under hela demonstrationen påstås ha överskridit den inmatade elenergin.
Den 6 oktober 2011 genomfördes en E-Catdemonstration, som enligt uppgift varade i ungefär åtta timmar. Man hävdade att matningen de första fem timmarna var uppe i 3kW, varefter effekten minskade till 115W. Den utgående effekten påstods ha legat mellan två och tre kilowatt. Osäkerhet om kvaliteten på ångan skulle man ha fått bukt med  genom att injicera ånga från E-Caten i en värmeväxlare, där ett vattenflöde värmdes, även om mätnoggrannheten enligt uppgift var ganska låg. Roland Pettersson, pensionerad docent vid Uppsala universitet, som bevittnade det hela fastslog "Jag är övertygad om att detta fungerar, men det finns fortfarande utrymme för fler mätningar".

### Bologna, oktober kundaccepttest
Det länge aviserade drifttestet av en moduluppbyggd version av  energikatalysatorn på 1 megawatt termisk effekt genomförde Rossi som planerat den 28 oktober 2011 i Bologna under kontroll av en okänd kund, rapporterade flera italienska källor med flera.
Preliminära rapporter av Ny Teknik och andra uppgav att anläggningen avgivit en medeleffekt om 470 kW under fem timmar. Detta var lägre än de utlovade 1 MW, men kunden föreföll ändå ha varit nöjd, och enligt Rossi blev pannan på 1 MW såld. 

## Ny maskin 2012
Under 2012 har Rossi tagit fram en ny högtemperatur-modell, som ska kunna ge ånga lämpad att producera elkraft. Detta arbete har i elva artiklar följts av Pure Energy Systems' Hank Mills. Hans första rapport talar om utvidgade tester av en "solid state"-modul för temperaturer på drygt 600 °C. Sådana temperaturer öppnar för ett antal tillämpningar: el via ångturbiner, stirlingmotorer, båt- och tågtransporter med flera. I slutet av juli tillkännagavs att den nya modulen kunde ge helt stabila temperaturer över 1 000 °C. Rossi har delgivit resultaten från ett utvidgat prov med högtemperaturmodulen. Om dessa kan verifieras av en tredje part som arbetar med att validera tekniken, skulle det innebära ett verkilgt genombrott med åtskilliga tillämpningar. Anläggningen utlovas bli mycket kompakt. Om den fungerar som väntat, ska en megawatt värme kunna produceras från en behållare av en tunnas storlek.
Resultat från två sådana tredjepartstester av högtemperaturversionen publicerades i maj 2013 av två italienska och fem svenska forskare i en artikel på arxiv. Författarna konstaterar att de trots bristande kontroll över processens alla aspekter, slöt sig till att anordningen även konservativt mätt producerade överskottsvärme med en energitäthet, som var åtminstone en storleksordning större — och möjligen flera högre än någon konventionell energikälla.

## Ny maskin 2019
I januari 2019 tillkännagav Rossis företag en ny produkt, E-Cat SK via livevideosändning på Internet. Produkten beskrevs som möjlig att hyra för värmegenerering i fabriker. Tom Casten skrev i Skeptical Inquirer att demonstrationen hävdade vetenskapliga genombrott utan belägg. Den australiensiske fysikern Ian Bryce noterade att man vid videodemonstrationen inte hade definierat systemets in- och utgångar eller mätpunkter vilket gjorde resultaten meningslösa och att den kärnreaktion som hävdades pågå skulle avge stora mängder dödlig strålning medan mätutrustningen inte detekterade någon joniserande strålning och inga neutroner, så han sammanfattade att hela konstruktionen tveklöst var en bluff.

## Kommersialiseringsplaner

### Defkalion Green Technologies
Rossi uppgav 2011 att nybildade grekiska bolaget Defkalion Green Technologies ska bygga ett värmesystem baserat på hans uppfinning, som ska kunna alstra effekten 1 megawatt. I augusti beslöt dock Rossi att bryta med Defkalion Green Technologies.
 Defkalion har dock inte övergivit projektet, utan fortsatte sina kundkontakter och har därutöver sagt sig ha egen liknande teknik, som man kallar Hyperion, att erbjuda. Den 24 februari 2012 genomförde Defkalion ett första offentligt 2x12 timmars funktionstest av en reaktor till sin produkt inför ett antal utvalda internationella grupper. Man har bjudit in intresserade till flera utvidgade effekttester.

### Ampenergo
Enligt Ny Teknik slöt Rossi i mars 2011 ett avtal med ett nybildat USA-företag, som får del av royaltyn på all försäljning av licenser och produkter som vilar på energikatalysatorn i Nord- och Sydamerika. I Ampenergos styrelse sitter Robert Gentile, som även var bas för Kontoret för fossil energi på USA:s energidepartement  under det tidiga 1990-talet. Två andra grundare  grundade dessutom konsultföretaget Leonardo Technologies Inc, med vilka Rossi hade affärer på 1990-talet. Ampenergos vd har för Ny Teknik uppgivit att tre interna demonstrationer utförts med forskare, som förstod vad som pågick utan att ha fått del av teknikens grundval.

### Okänd kund
Ytterligare en icke namngiven kund var närvarande vid den aviserade igångsättningen av den fullstora 1MW anläggningen i Bologna den 28 oktober 2011. Demonstrationen genomfördes under dennes överinseende, som skulle köpa anläggningen under förutsättning att [den icke utpekade] kunden då kunde verifiera det utlovade förhållandet mellan effektutveckling och effektförbrukning. Tidigare artiklar spekulerade om den anonyma kunden att vara från den amerikanska regeringens Defense Advanced Research Projects Agency, DARPA-program. En militär institution har också nämnts.

### Svenska entreprenörer
Ecat.com är en webbplats där man under en period 2011-2012 kunde göra icke bindande förbeställningar på enheten och som ägs av det brittiska företaget Hydrofusion. Företaget drivs av fyra svenska entreprenörer, varav två partikelfysiker. Efter ovan nämnda mätningar i september 2012 meddelade Hydrofusions vd Magnus Holm emellertid att försöken inte har kunnat reproduceras, och att investeringserbjudandet därför har dragits tillbaka.

### Köp av immaterialrätt
I januari 2014 meddelade Industrial Heat LLC, ett amerikanskt företag baserat i Raleigh, NC, att man har förvärvat "immateriella rättigheter och licensrättigheter" till E-Cat.

## Immaterialrättsligt skydd
En första patentansökan från 2008 fick negativt preliminärbesked om patenterbarhet från  Europeiska patentbyrån, med motiveringen att beskrivningen av enheten var baserad på "allmänna uttalanden och spekulationer", och påpekade "ett flertal brister både i beskrivningen och de bevis som skulle stödja genomförbarheten". Även en internationella patentansökan från 2009fick negativt preliminärbesked, eftersom den bedömdes "kränka den allmänt accepterade fysikens lagar och etablerade teorier".
Italienska patentverket utfärdade den 6 april 2011 ett patent för maskinen.

## Medieuppmärksamhet
Internationellt har uppfinningen fått begränsad medial uppmärksamhet: La Repubblicas lokalupplaga i Bologna,  och Radiotelevisione Italiana med flera, US Fox News Channel och The Washington Times. I Sverige har uppfinningen särskilt uppmärksammats i en serie relativt positiva artiklar med start redan i januari 2011 och en bok från 2014 av Mats Lewan vid Ny Teknik. Lewan har även varit observatör vid demonstrationer i Bologna i april 2011 och författat testrapporter. Rapporteringen i Ny Teknik har fått kritik i radions P1 under 2011 och 2014 för att vara alltför okritisk, Ny Tekniks chefredaktör avfärdade kritiken 2011. Konstruktionen har nämnts i tidningen Forskning, samt i en skeptisk krönika på Forskning & Framsteg 2011. I Dagens Nyheter 2011 påtalade Karin Bojs Rossis fängelsevistelse och argumenterar för att det inte kan vara en kärnreaktion, utan antingen ny fysik eller medvetet bedrägeri. I en artikel i Fysikaktuellt 2011 bedöms det hela sannolikt vara en bluff.